# Lakh (numération indienne)
En numération indienne, un lakh (लाख) correspond à l’entier naturel 100 000. Dans le système de numération indienne, il est écrit 1.00.000. Par exemple, en Inde, 150.000 roupies deviennent 1,5 lakh roupies, écrit 1.50.000 ou INR 1.50.000.